# 名古屋市立比良西幼稚園
名古屋市立比良西幼稚園（なごやしりつ ひらにしようちえん）は、愛知県名古屋市西区清里町にあった公立幼稚園である。

## 沿革
- 1979年（昭和54年）4月1日 - 3学級の幼稚園として設立される[1]。
- 1980年（昭和55年） - 1学級増級[1]。
- 1988年（昭和63年） - 全2学級となる[1]。
- 1994年（平成6年） - 3歳児学級の設置に伴い、全3学級となる[1]。

### 歴代園長
括弧内は着任年月日。
1. 成田敦子（1979年4月1日）[2]
2. 水谷澄江（1985年4月1日）[2]
3. 貴田弘彦（1988年4月1日）[2]
4. 宮地勢津子（1991年4月1日）[2]
5. 伊藤冴子（1994年4月1日）[2]
6. 大脇芳子（1995年4月1日）[2]
7. 市川朋子（1998年4月1日）[2]
8. 内田福子（2000年4月1日）[2]

## 教育目標
教育目標として以下の4点を掲げ、その育成を目指している。
- 健康で、明るく、活力ある幼児の育成[3]
- 思いやよさを分かり合い、仲よく生活する幼児の育成[3]
- 自分らしさを発揮し、学び創り出す力をもつ幼児の育成[3]
- 豊かな感性と素直な表現力をもった幼児の育成[3]

## 交通
- 名古屋市営地下鉄鶴舞線・名鉄犬山線 上小田井駅より1.5km[4]
- 名古屋市営バス 比良・比良口・月縄手各停留所より0.7km[4]